# Nové Tupadly
Nové Tupadly jsou malá vesnice, část obce Želízy v okrese Mělník ve Středočeském kraji. Nachází se asi 2,5 kilometru severovýchodně od Želíz. Nové Tupadly leží v katastrálním území Sitné o výměře 4,34 km².

## Historie
Při sčítání lidu v letech 1850–1960 byly Nové Tupadly osadou obce Tupadly, se kterou patřily nejprve do okresu Dubá, od roku 1950 do okresu Mělník. V následujícím období byla osada úředně zrušena a jako část obce Želízy byla obnovena 16. února 2005.

## Obyvatelstvo
| Rok            | 1869 | 1880 | 1890 | 1900 | 1910 | 1921 | 1930 | 1950 | 1961 | 1970 | 1980 | 1991 | 2001 | 2011 | 2021 |
| -------------- | ---- | ---- | ---- | ---- | ---- | ---- | ---- | ---- | ---- | ---- | ---- | ---- | ---- | ---- | ---- |
| Počet obyvatel | 44   | 41   | 47   | 42   | 31   | 42   | 39   | 23   | 0    | 0    | 0    | 0    | 0    | 4    | 7    |
| Počet domů     | 8    | 10   | 10   | 9    | 9    | 9    | 9    | 5    | 0    | 0    | 0    | 0    | 0    | 5    | 5    |